# Sunbright
Sunbright est une municipalité américaine située dans le comté de Morgan au Tennessee.
Selon le recensement de 2010, Sunbright compte 552 habitants. La municipalité s'étend sur 3,78 milles carrés (9,79 km2).
D'abord appelée Stapleton, la localité est renommée Sunbright (« soleil brillant ») lors de l'arrivée du chemin de fer.